# Opisthoproctus
Opisthoproctus, del griego clasico ὄπισθεν (ópisthen), "atras", y πρωκτός (prōktós), "ano", es un género de peces marinos actinopterigios, distribuidos ampliamente por aguas abisales del océano Atlántico, océano Pacífico y océano Índico.

## Especies
Existen dos especies reconocidas en este género:
- Opisthoproctus grimaldii Zugmayer, 1911
- Opisthoproctus soleatus Vaillant, 1888 - Pez sola